# Rose (píseň, Versailles)
„Rose“ je píseň hudební skupiny Versailles z eponymního alba z roku 2012. Skladba byla vydána 4. července 2012 také jako singl, a to k příležitosti pátého výročí založení skupiny. Singl dále obsahuje japonskou verzi původně anglické skladby „Love Will Be Born Again“, která byla původně obsažena na albu Holy Grail, a remaster písně „The Red Carpet Day“, která byla původně obsažena na debutovém EP Lyrical Sympathy. Byl vydán ve dvou edicích; standardní edice obsahuje pouze CD, edice CD+DVD obsahuje navíc archivní videonahrávky a videozáznam koncertu World Tour 2012 -Holy Grail- Grand Final ~Chateau de Versailles~, který se odehrál 12. února 2012.

## Seznam skladeb
Texty napsal(i) Kamijo.
| Pořadí | Název                                      | Hudba  | Délka |
| ------ | ------------------------------------------ | ------ | ----- |
| 1.     | Rose                                       | Hizaki | 5:25  |
| 2.     | Ajakaši (妖 -ayakashi-)                    | Masaši | 4:37  |
| 3.     | Love Will Be Born Again (Japanese Version) | Kamijo | 4:25  |
| 4.     | The Red Carpet Day                         | Teru   | 4:24  |